# دونالد دي. كلانسي
دونالد دي. كلانسي هو محامي وسياسي أمريكي، ولد في 24 يوليو 1921 في سينسيناتي في الولايات المتحدة، وتوفي بنفس المكان في 12 يونيو 2007 بسبب مرض باركنسون. نشط حزبياً في الحزب الجمهوري. وقد انتخب عضو مجلس النواب الأمريكي ‏.